# Suzanne Dekker (kunstenares)
Suzanne Dekker (Den Haag, 8 februari 1975) is een Nederlandse kunstenares.
In 2002 studeerde ze af aan de Academie voor Kunst en Industrie (onderdeel van 'ArtEz') te Enschede. Zij studeerde beeldhouwen. Haar werk is eigenlijk breder dan dat; nu creëert ze onder andere installaties, collages en nieuwe mediakunst maar ook geglazuurde tegels en naaipakketten en meeneemtuinen. Uit de meeste werken spreekt een of andere vorm van humor (bijvoorbeeld het naaipakket Naai een vriendin). Zij geniet vooral lokaal een grote bekendheid. Haar bekendste werk is Je redt het wel, dat tijdelijk te bezichtigen viel te Almelo.
Suzanne Dekker verzorgde het radioprogramma Hotel Rettepetet wat ze samen met Kamal Bergman presenteerde op Omroep Almelo. Na zijn vertrek is Suzanne Dekker in haar eentje verdergegaan en maakt nu het programma Rock & Roll Rampage op Omroep Almelo.